# Li Zhi
Li Zhi (ur. 1527, zm. 1602) – uczony z czasów dynastii Ming.
Utrzymywał kontakty z niektórymi uczniami Wang Yangminga. W zakresie studiów nad tekstami konfucjańskimi podkreślał znaczenie interpretacji dokonanej przez jednostkę, dystansując się tym samym od komentarzy. Twierdził, że sumienie należy rozpatrywać w kategoriach indywidualnych, niezależnie od presji społecznej. Ren łączył z godnością człowieka. 
Został aresztowany i skazany na śmierć z powodu poglądów wyrażonych w Księdze palenia. Popełnił samobójstwo w więzieniu w Pekinie.